# ザウエンジーク
ザウエンジーク (ドイツ語: Sauensiek) は、ドイツ連邦共和国ニーダーザクセン州のシュターデ郡に属す町村（以下、本項では便宜上「町」と記述する）で、ザムトゲマインデ・アペンゼンを構成する自治体の一つである。

## 地理

### 位置
この町にあるリットベルクはシュターデ郡の最高地点である。海抜65mで景観保護区に指定されている。

### 隣接する市町村
ザウエンジークの北は、同じくザムトゲマインデ・アペンゼンに属すベックドルフとアペンゼンがある。西はザムトゲマインデ・ハルゼフェルトに属すアーラーシュテットおよびハルゼフェルトと境を接する。東はハールブルク郡に連なっており、ザムトゲマインデ・ホレンシュテットに属すレーゲスボステル、ハルフェスボステルが位置している。南はローテンブルク（ヴュンメ）郡であり、ザムトゲマインデ・ジッテンゼンに属すヴォーンステとフィーアデンと境を接している。

### 自治体の構成
ザウエンジークは3つの集落からなっている。首邑ザウエンジークに含まれるレーエ、ブレーデンホルン、ボックホルスト地区の他、ヴィーゲルゼンとレーフェナーエ＝＝カンマーブッシュがこの町に属す。

## 行政

### 議会
ザウエンジークの町議会は12議席からなる。

### 紋章
ザウエンジークの町には、固有の紋章がない。

## 文化と見所

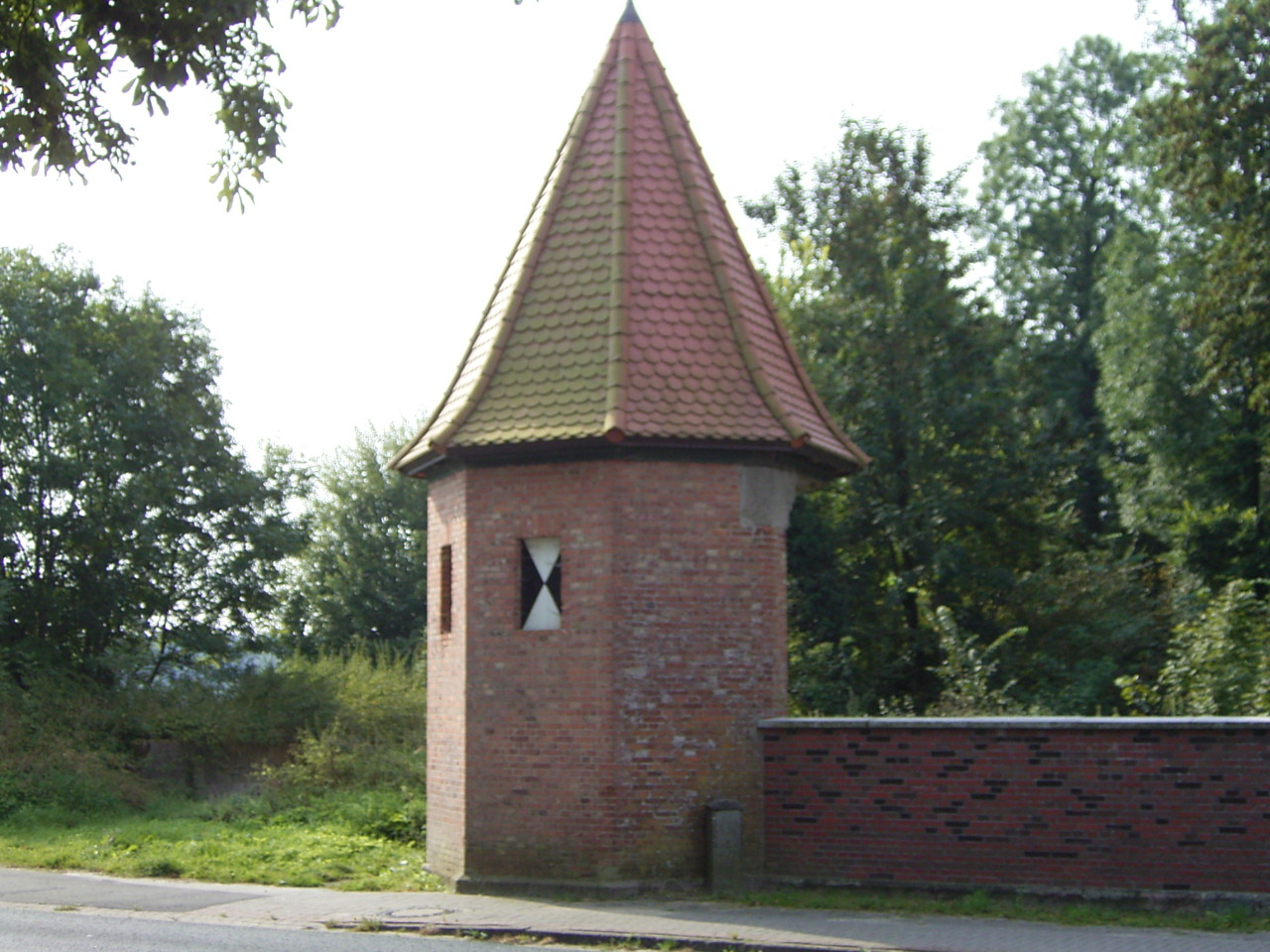
ヴィーゲルゼン騎士館の塔

### 演劇
ザウエンジークには地区の劇団があり、定期的に上演している。

### 音楽
ザウエンジーク射撃協会はマーチバンドを有しており、ザウエンジーク射撃祭だけでなく他の射撃協会の伴奏も行っている。

### 建築
ヴィーゲルゼン集落には古い騎士館がある。

### スポーツ
ザウエンジークではスポーツが盛んである。すべての集落にサッカー・グラウンドがあり、一部にはバレーボール・コートがある。ザウエンジークには体操室のある公民館があり、スポーツクラブが利用している。ザウエンジークにはさらに天然の水浴場があり、水浴場振興協会が運営している。ヴィーゲルゼン・スポーツ振興協会（以前はコルンショイネ振興協会の一部門であった）はヴィーゲルゼンの体育館を運営しており、町のクラブが利用している。

## 経済と社会資本

### 交通
- 道路: ザウエンジーク集落を州道L130号線が走っている。この道路はアウトバーンA1号線への連絡道路である。カンマーブッシュ地区には州道L127号線が通っている。
- 鉄道: 最寄りの駅は 7km 離れたアペンゼンにある。ブクステフーデ (14km) はより便がよい（Sバーン）。1968年まではベックドルフ（ザウエンジークから 3km）にもブーフホルツ - ホレンシュテット - ハルゼフェルト線の駅があった。
- バス: ザウエンジークは3系統 (2035, 2036, 2711) のバス路線でブクステフーデと結ばれている。また、ヴィーゲルゼン、ハルゼフェルト、アペンゼンの学校への通学バスもある。

### 公共機関
ザウエンジークには住民グループやクラブが利用する公民館がある。やはりザウエンジークにあるコルンショイネ（直訳すると「穀物庫」）は青少年の集会施設で、コルンショイネ振興協会が経営している。

### 教育
ヴィーゲルゼンには町の基礎課程学校がある。本課程・実科学校はアペンゼンへ通学する。ザウエンジークの生徒が通うギムナジウムはハルゼフェルトにある。職業教育学校はブクステフーデとシュターデにある。

## 人物

### ゆかりの人物
カール・フリードリヒ・ガウスは1821年からハノーファー王国の測量を行った。彼はザウエンジークの住民の助けを借りてリットベルクに登った。後にこの測量行は、10ドイツマルク札の裏面に描かれた。

## 引用
1. ↑  Landesamt für Statistik Niedersachsen, LSN-Online Regionaldatenbank, Tabelle A100001G: Fortschreibung des Bevölkerungsstandes, Stand 31. Dezember 2023